# Hjeltaskjeret
Hjeltaskjeret est une île norvégienne du comté de Hordaland appartenant administrativement à Strusshamn.

## Description
Rocheuse et désertique, elle s'étend sur environ 54 m de longueur pour une largeur approximative de 47 m. Elle comporte un petit sémaphore en bois.